# Brno-Židenice vasútállomás
Brno-Židenice a csehországi Brno egyik forgalmas átmenő vasútállomása. Három peronnal és öt vágánnyal szolgálja ki az elővárosi vonatokat és a regiojet távolsági vonatait. Az állomás mellett található az IDS JMK autóbusz-állomása (Židenice nádraží).

## Forgalom
Az állomást az alábbi járatok érintik:
| Járat | Útvonal | Gyakoriság                                                                      |
| ----- | --- | ------------------------------------------------------------------------------- |
| S2    | Křenovice horní nádraží – Zbýšov – Hostěrádky-Rešov – Újezd u Brna – Sokolnice-Telnice – Brno-Chrlice – Brno hl. n. – Brno-Židenice – Bílovice nad Svitavou – Babice nad Svitavou – Adamov – Adamov zastávka – Blansko – Blansko město – Dolní Lhota – Rájec-Jestřebí – Doubravice nad Svitavou – Skalice nad Svitavou – Svitávka – Zboněk – Letovice zastávka – Letovice – Rozhraní – Moravská Chrastová – Březová nad Svitavou | Teljes vonalon óránként, a központi szakaszon 15 percenként                     |
| S3    | Níhov – Řikonín – Dolní Loučky – Tišnov – Hradčany – Čebín – Kuřim – Česká – Brno-Řečkovice – Brno-Královo Pole – Brno-Lesná – Brno-Židenice – Brno hl. n. – Modřice – Popovice u Rajhradu – Rajhrad – Vojkovice nad Svratkou – Hrušovany u Brna – Židlochovice – Žabčice – Vranovice – Pouzdřany – Popice – Šakvice – Zaječí – Rakvice – Podivín – Ladná – Břeclav | Teljes vonalon 2 óránként, a központi szakaszon 15 percenként                   |
| S6    | Brno hl. n. – Brno-Židenice / Brno-Černovice – Brno-Slatina – Šlapanice zastávka – Šlapanice – Ponětovice – Blažovice – Křenovice dolní nádraží – Slavkov u Brna – Křižanovice – Marefy – Bučovice – Nevojice – Nesovice – Brankovice – Nemotice – Jestřabice – Bohuslavice u Kyjova – Kyjov – Kyjov zastávka – Vlkoš – Vracov – Bzenec – Veselí nad Moravou – Veselí nad Moravou-Milokošť – Uherský Ostroh – Ostrožská Nová Ves – Ostrožská Nová Ves lázně – Kunovice zastávka – Kunovice – Uherské Hradiště – Staré Město u Uherského Hradiště | Teljes vonalon 1-2 óránként, a központi szakaszon 30-60 percenként              |
|       | Praha hl.n. – Pardubice hl.n. – Brno-Židenice – Brno hl. n. – Břeclav – Wien Simmering – Wien Hbf | Napi 4 pár                                                                      |
|       | Praha hl.n. – Pardubice hl.n. – Brno-Židenice – Brno hl. n. – Břeclav – Bratislava hl.st. | Napi 3 pár                                                                      |
|       | Praha hl.n. – Pardubice hl.n. – Brno-Židenice – Brno hl. n. – Břeclav – Bratislava hl.st. – Trnava (Nagyszombat) – Piešťany (Pöstyén) – Nové Mesto nad Váhom (Vágújhely) – Trenčín (Trencsén) – Trenčianska Teplá (Hőlak) – Púchov (Puhó) – (Považská Bystrica (Vágbeszterce) →) Žilina (Zsolna) | Napi 1 pár                                                                      |
|       | Praha hl.n. – Pardubice hl.n. – Ústí nad Orlicí – Svitavy – Letovice (← Skalice nad Svitavou) – Blansko – Brno-Židenice – Brno hl. n. | Napi 1 pár                                                                      |
|       | Praha hl.n. – Pardubice hl.n. – (Svitavy → Skalice nad Svitavou → Adamov →) Brno-Židenice – Brno hl. n. | Napi 1 pár                                                                      |
|       | Praha hl.n. – Brno-Židenice – Brno hl.n. – Břeclav – Bratislava hl.st. – Győr – Budapest-Kelenföld – Zagreb Gl. kol. – Ogulin – Rijeka / Gračac – Split | Nyáron napi 1 pár, elő- és utószezonban heti 3 pár                              |
|       | Budapest-Déli – Budapest-Kelenföld – Győr – Mosonmagyaróvár – Hegyeshalom – Wien Meidling (Bécs Meidling) – Wien Hauptbahnhof (Bécs főpályaudvar) – Břeclav – Brno hl.n. (Brno főpályaudvar) – Brno-Židenice – Praha hl.n. (Prága főpályaudvar) | Napi 4 pár (2 pár Budapest és Prága között, 2 pár csak Budapest és Bécs között) |

## Képgaléria

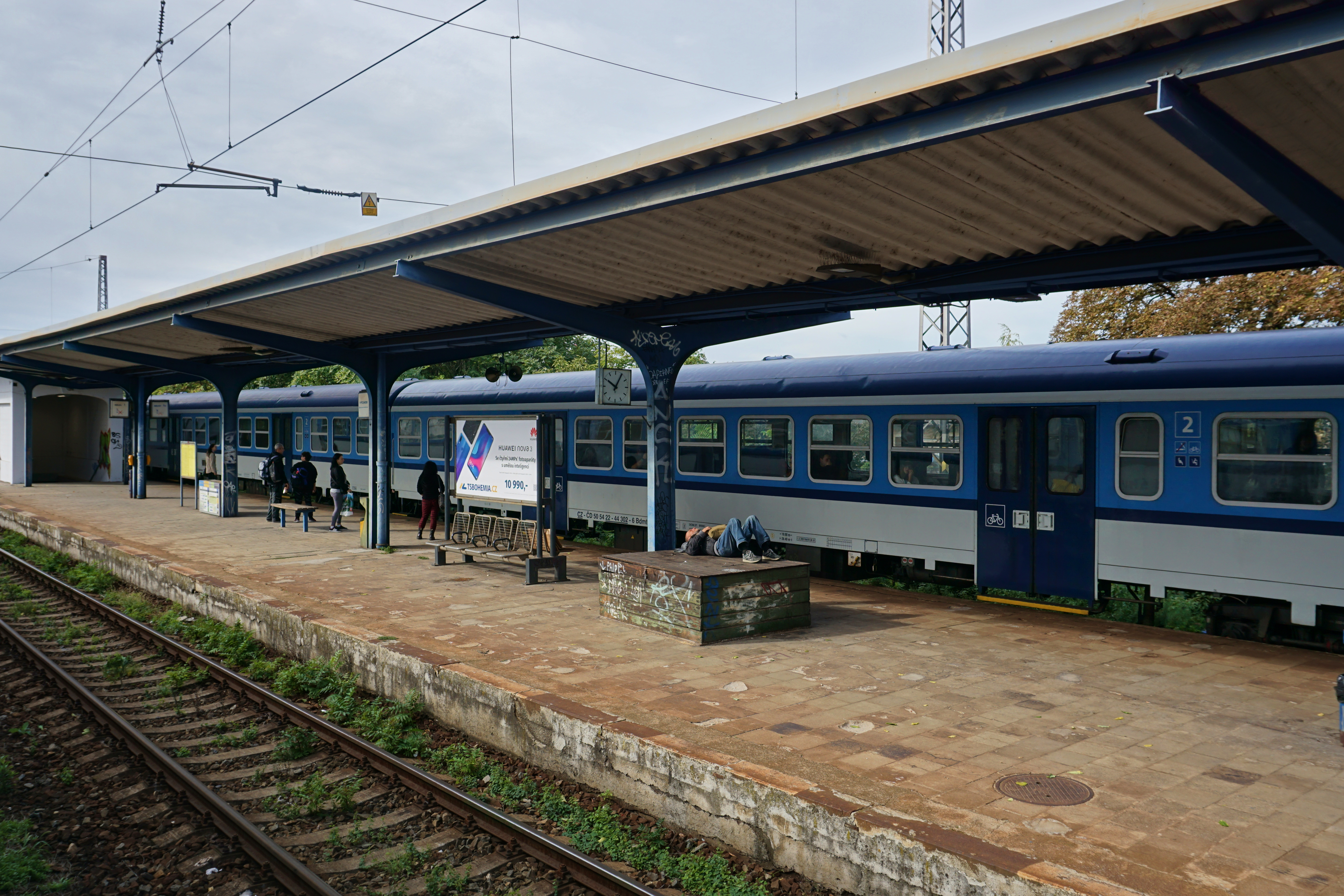
A České dráhy egyik személyvonata az állomáson
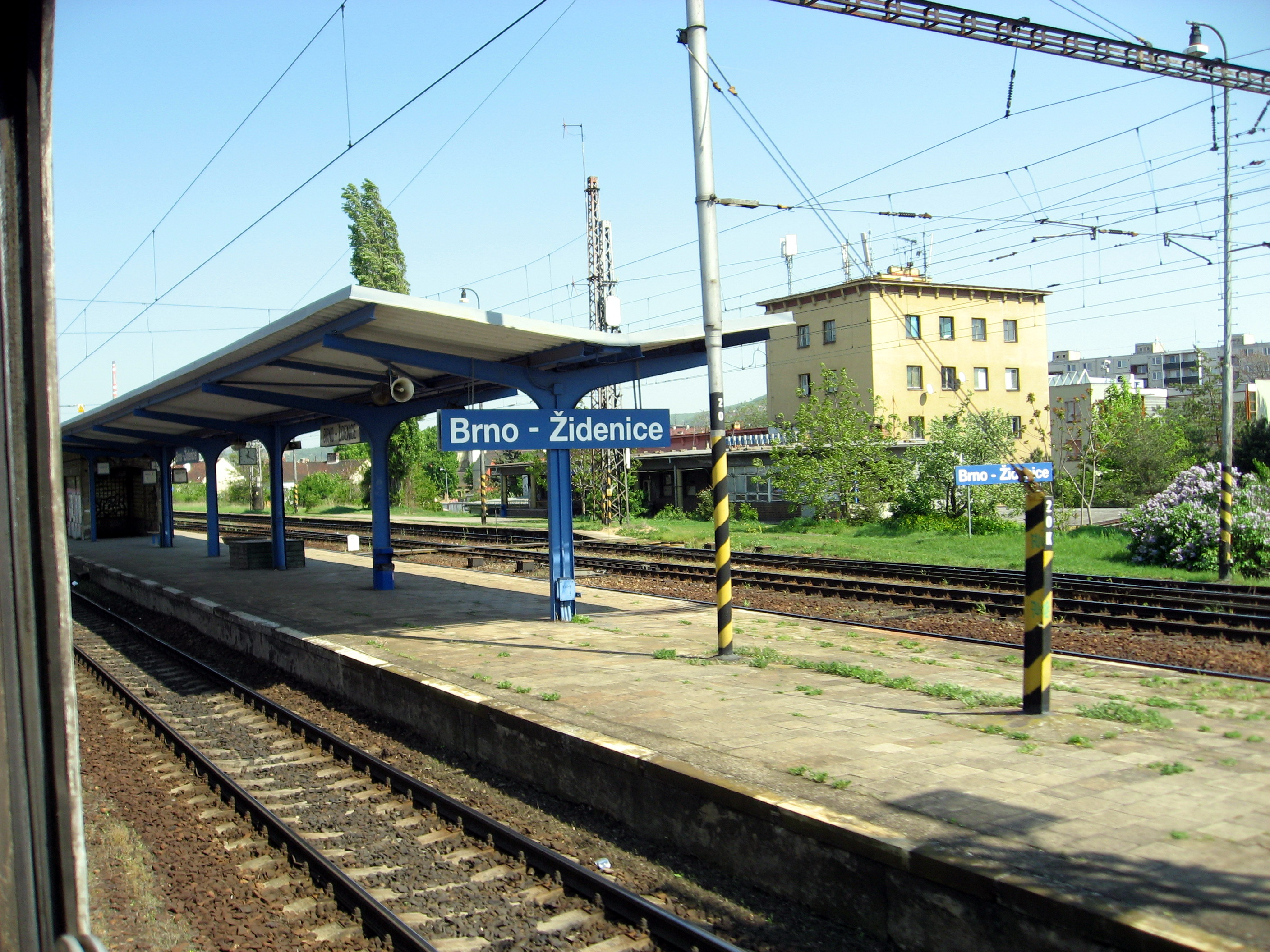
Az állomás egyik peronja
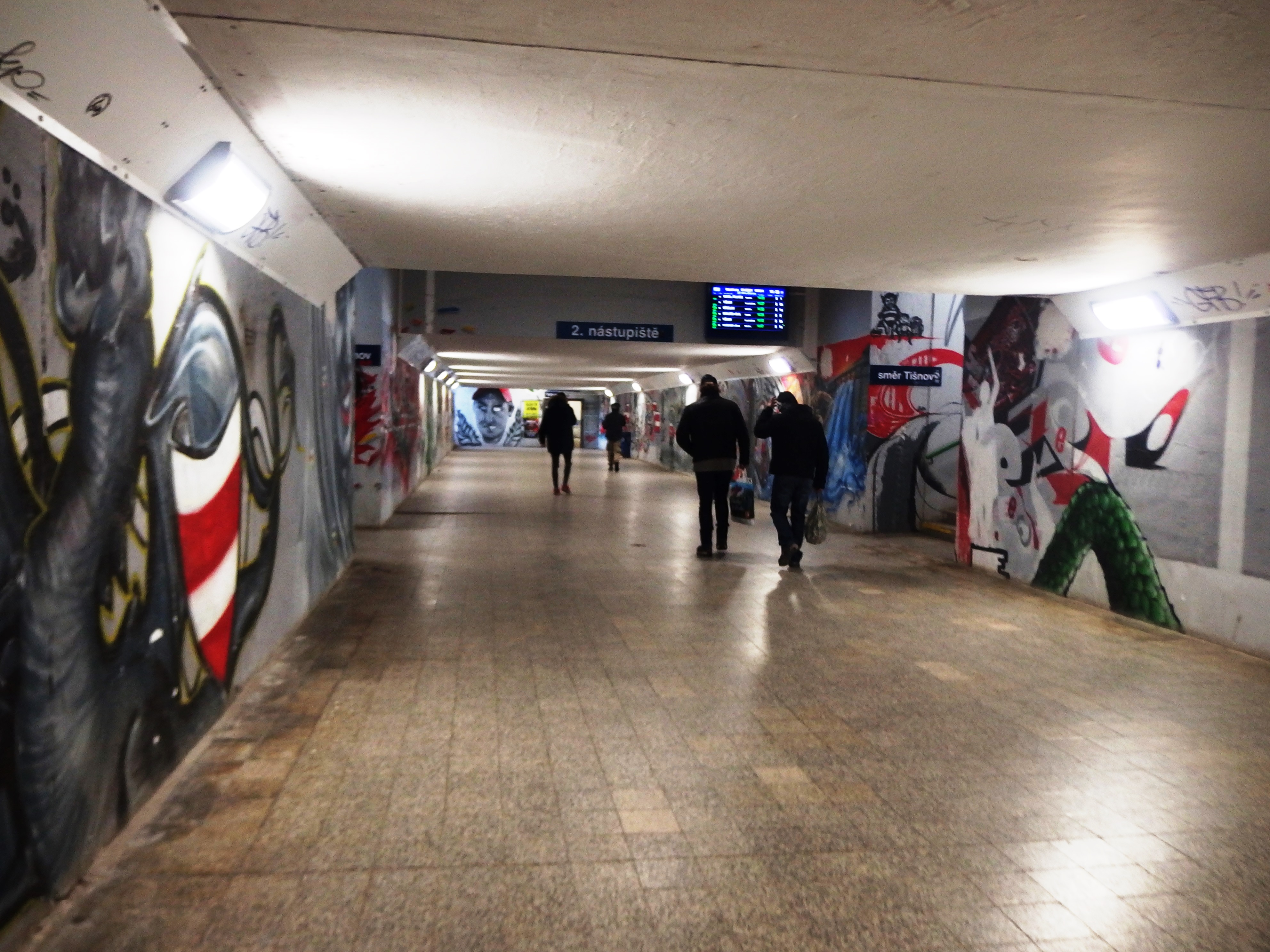
A vágányok alatti aluljáró
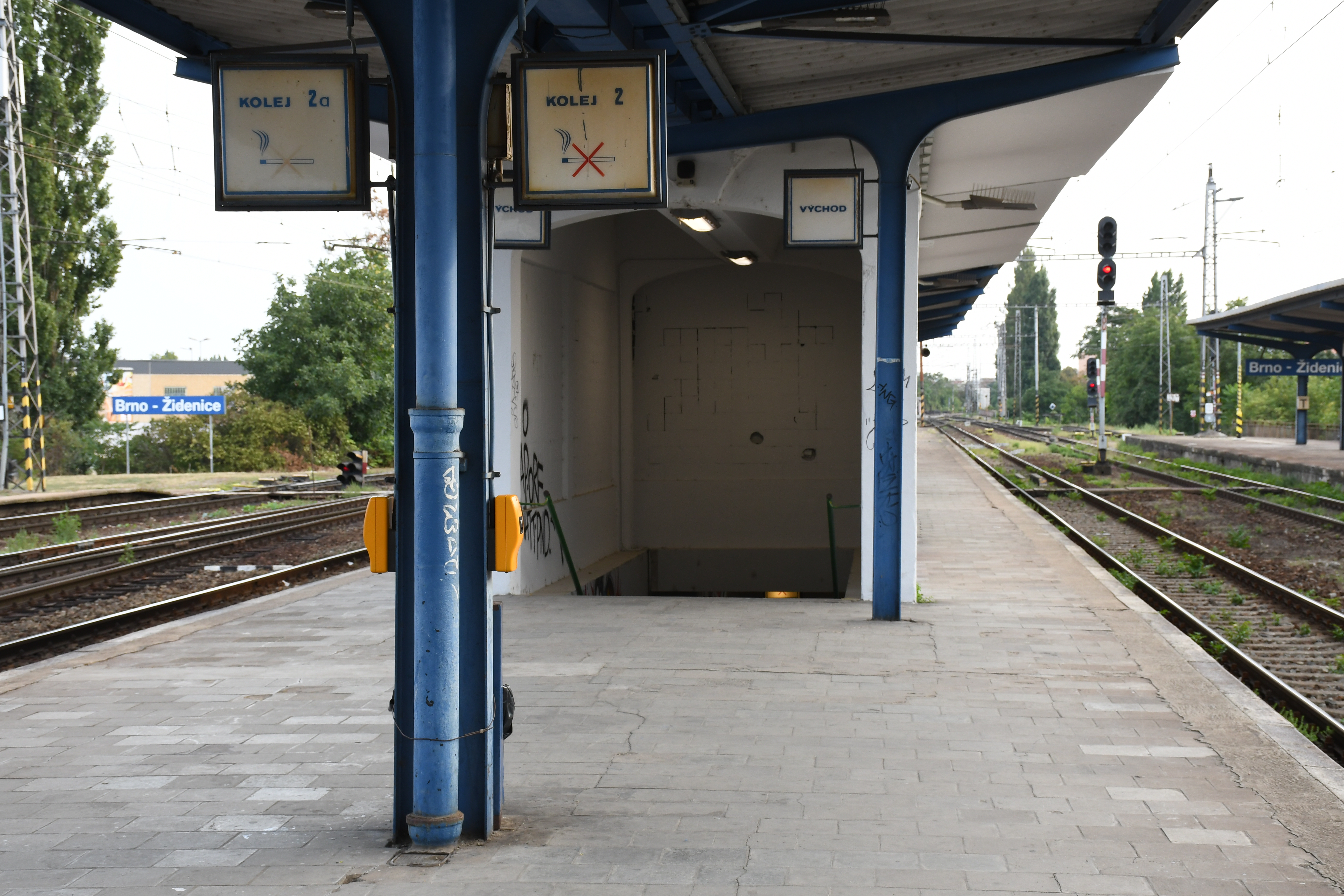
A kettes peron
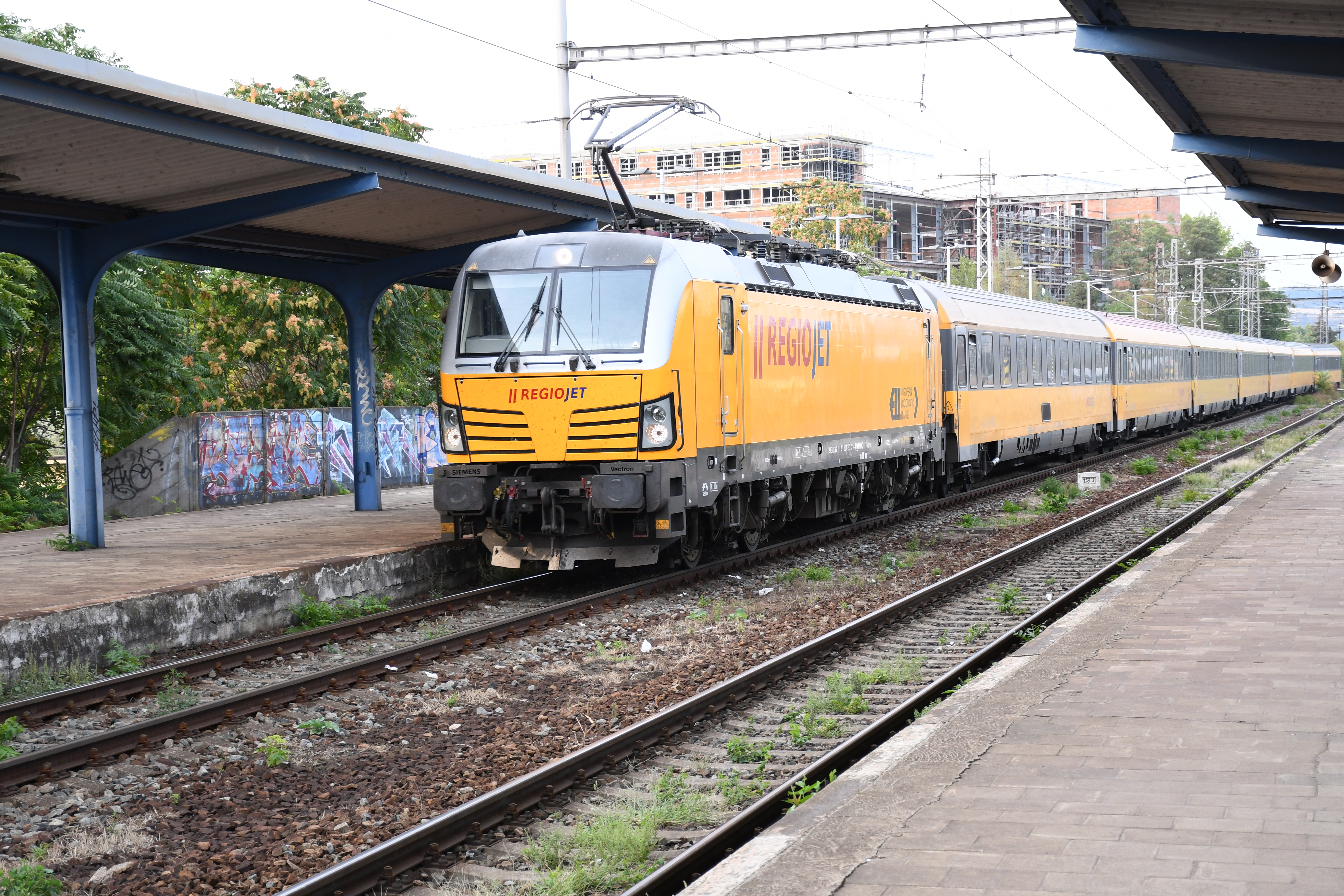
Regiojet távolsági vonat érkezik az állomásra